# Terapia de choque (economia)
Em economia, uma terapia de choque é um grupo de políticas que devem ser implementadas simultaneamente para liberalizar a economia, incluindo a liberalização de todos os preços, a privatização, a liberalização do comércio e a estabilização por meio de políticas monetárias e fiscais rígidas. No caso dos países ex-socialistas, foi implementada para fazer a transição de uma economia de comando para uma economia de mercado.

## Visão geral
A terapia de choque é um programa que visa a liberalizar economicamente uma economia mista ou fazer a transição de uma economia planejada ou desenvolvimentista para uma economia de mercado livre por meio de uma reforma neoliberal repentina e drástica. As políticas de terapia de choque geralmente incluem o fim dos controles de preços, o fim dos subsídios governamentais, a privatização de setores estatais e políticas fiscais mais rígidas, como taxas de impostos mais altas e redução dos gastos do governo. Em essência, as políticas de terapia de choque podem ser destiladas para a liberalização de preços acompanhada de rigorosa austeridade.
O primeiro exemplo de terapia de choque foram as reformas neoliberais da ditadura militar Chilena, realizadas após o golpe militar de Augusto Pinochet. As reformas foram baseadas nas ideias econômicas liberais centradas na Universidade de Chicago, que ficaram conhecidas como Chicago Boys. O termo também é aplicado ao caso da Bolívia. A Bolívia enfrentou com sucesso a hiperinflação em 1985, sob o comando do presidente Victor Paz Estenssoro e do ministro do Planejamento Gonzalo Sánchez de Lozada, usando as ideias do economista Jeffrey Sachs.
O liberalismo econômico ganhou destaque após a década de 1960 e a terapia de choque liberal tornou-se cada vez mais usada como resposta às crises econômicas, por exemplo, pelo Fundo Monetário Internacional (FMI) na Crise Financeira Asiática de 1997. A terapia de choque tem sido controversa, com seus defensores argumentando que ela ajudou a acabar com as crises econômicas, estabilizou as economias e abriu caminho para o crescimento econômico, enquanto seus críticos, inclusive o economista Joseph Stiglitz, acreditavam que ela ajudou a aprofundá-las desnecessariamente e criou sofrimento social desnecessário.
Na Rússia pós-soviética e em outros estados pós-comunistas, as reformas neoliberais baseadas no Consenso de Washington resultaram em um aumento no excesso de mortalidade e a diminuição da expectativa de vida, juntamente com o aumento da desigualdade econômica, corrupção e pobreza. Isabella Weber da Universidade de Massachusetts disse:"Como resultado da terapia de choque, a Rússia teve um aumento na mortalidade além de qualquer experiência anterior de um país industrializado em tempos de paz." O índice de Gini aumentou em uma média de 9 pontos para todos os estados pós-comunistas.  O estado pós-comunista médio havia retornado aos níveis de 1989 do PIB per capita em 2005, embora alguns ainda estejam muito aquém disso. Na Rússia, a renda média real de 99% das pessoas era menor em 2015 do que em 1991. De acordo com William Easterly, as economias de mercado bem-sucedidas se baseiam em uma estrutura de leis, regulamentações e práticas estabelecidas, que não podem ser criadas instantaneamente em uma sociedade que antes era autoritária, fortemente centralizada e sujeita à propriedade estatal de ativos. O historiador alemão Philipp Ther afirmou que a imposição da terapia de choque teve pouco a ver com o crescimento econômico futuro.

## Teoria

### Origens do termo "terapia de choque"
O termo foi popularizado por Naomi Klein. Em seu livro de 2007, The Shock Doctrine, ela argumenta que as políticas neoliberais de livre mercado (conforme defendidas pelo economista Milton Friedman) ganharam destaque globalmente devido a uma estratégia de "terapia de choque". Ela argumenta que essas políticas são muitas vezes impopulares, resultam em maior desigualdade e são acompanhadas de "choques" políticos e sociais, como golpes militares, terror patrocinado pelo Estado, desemprego repentino e supressão do trabalho.
O economista Jeffrey Sachs (às vezes creditado como criador do termo) diz que nunca escolheu o termo "terapia de choque", não gosta muito dele e afirma que o termo "foi algo que foi sobreposto pelo jornalismo e pela discussão pública" e que o termo "soa muito mais doloroso de certa forma do que é". As ideias de Sachs sobre o que tem sido chamado por não-economistas de "terapia de choque" foram baseadas no estudo de períodos históricos de crise monetária e econômica e na observação de que um golpe decisivo poderia acabar com o caos monetário, muitas vezes em um dia.

### Ritmo da privatização
Os proponentes da terapia de choque, Sachs e Lipton, argumentaram em 1990: "O grande enigma é como privatizar um vasto conjunto de empresas de forma equitativa, rápida, politicamente viável e com probabilidade de criar uma estrutura eficaz de controle corporativo." Eles recomendaram que o ritmo "deve ser rápido, mas não imprudente" e deve "provavelmente ser realizado por vários meios." Na visão dos proponentes da terapia de choque, a liberalização do comércio exige primeiro a liberalização dos preços internos; assim, um "big bang" na liberalização dos preços subjacente à privatização e à liberalização do comércio forma o "choque" no apelido de "terapia de choque".
Na prática, a rápida aplicação da terapia de choque mostrou-se geralmente desastrosa nos estados pós-soviéticos.

### Afastamento da "mão invisível"
Embora os economistas às vezes se refiram à terapia de choque como "criando" mercados, a terapia de choque não cria, de fato, essas novas estruturas ou instituições. Em vez disso, a esperança entre os proponentes da terapia de choque é que a destruição de uma economia de comando ou planejada resultaria automaticamente em uma economia de mercado.  A expectativa era que, depois que a economia de comando ou economia planejada sofresse um "choque até a morte", a "mão invisível" poderia emergir.
As expectativas de que uma economia de mercado surgiria após a imposição da terapia de choque diferem da metáfora original da "mão invisível" de Adam Smith. Smith via o mercado como emergindo lentamente à medida que as instituições que facilitam a troca de mercado se desenvolvem e, com a "mão invisível", o mecanismo de preços poderia emergir.

### Choque ilusório
A terapia de ilusão refere-se à imposição de políticas econômicas de choque na economia de forma que a sociedade não sinta o choque ou presuma que a mudança drástica nas políticas não é tão chocante ou radical quanto é no mundo real. A primeira experiência de terapia de ilusão foi documentada após a implementação do projeto de reforma de subsídios do Irã.

## História

### Alemanha Ocidental, 1948

#### Antecedentes
A Alemanha encerrou o Teatro Europeu da Segunda Guerra Mundial com sua rendição incondicional em 8 de maio de 1945. De abril de 1945 a julho de 1947, a ocupação aliada da Alemanha implementou a diretriz JCS 1067 do Estado-Maior Conjunto. Essa diretriz tinha como objetivo transferir a economia da Alemanha de uma economia centrada na indústria pesada para uma economia pastoral, a fim de evitar que a Alemanha tivesse capacidade para a guerra. Os setores civis que poderiam ter potencial militar, que na era moderna da "guerra total" incluíam praticamente todos, foram severamente restringidos. A restrição das indústrias civis foi definida de acordo com as "necessidades aprovadas da Alemanha em tempos de paz", que foram definidas de acordo com o padrão europeu médio. Para conseguir isso, cada tipo de indústria foi posteriormente revisado para ver quantas fábricas a Alemanha necessitava de acordo com esse nível mínimo de requisitos industriais.
Logo ficou óbvio que essa política não era sustentável. A Alemanha não conseguia cultivar alimentos suficientes para si mesma, e a desnutrição estava se tornando cada vez mais comum. A recuperação econômica europeia do pós-guerra não se concretizou e ficou cada vez mais óbvio que a economia europeia dependia da indústria alemã. Em Julho de 1947, o presidente Harry S. Truman rescindiu, por "motivos de segurança nacional", a punitiva JCS 1067, que havia orientado as forças de ocupação dos EUA na Alemanha a "não tomar nenhuma medida visando à reabilitação econômica da Alemanha". Ela foi substituída pela JCS 1779, que, em vez disso, enfatizava que "uma Europa ordenada e próspera exige as contribuições econômicas de uma Alemanha estável e produtiva".
Em 1948, a Alemanha sofria de hiperinflação desenfreada. A moeda da época (o Reichsmark) não tinha a confiança do público e, graças a isso e ao controle de preços, o comércio no mercado negro cresceu e o escambo proliferou. Os bancos estavam sobrecarregados de dívidas e o excedente de moeda era abundante. Graças à introdução do JCS 1779 e às primeiras tentativas dos Aliados de estabelecer o governo alemão, algo poderia ser feito a respeito. O economista Ludwig Erhard, que havia passado muito tempo trabalhando no problema da recuperação pós-guerra, subiu na administração criada pelas forças americanas de ocupação até se tornar o diretor de economia do Conselho Econômico da União Econômica Britânica e Americana. Conselho Econômico nas zonas de ocupação conjunta britânica e americana (que mais tarde, com a adição do território ocupado francês, tornou-se a base da Alemanha Ocidental).

#### Reformas econômicas
A reforma monetária entrou em vigor em 20 de junho de 1948, com a introdução do marco alemão para substituir o Reichsmark e com a transferência para o Bank deutscher Länder do direito exclusivo de imprimir dinheiro.
De acordo com a lei de conversão de moeda alemã de 27 de junho, os saldos de crédito privados não bancários foram convertidos a uma taxa de 10 RM para 1 DM, com metade permanecendo em uma conta bancária congelada. Embora o estoque de dinheiro fosse muito pequeno em termos de produto nacional, o ajuste na estrutura de preços levou imediatamente a aumentos acentuados de preços, alimentados pela alta velocidade do dinheiro no sistema. Como resultado, em 4 de outubro, os governos militares eliminaram 70% dos saldos congelados restantes, resultando em um câmbio efetivo de 10:0,65. Os detentores de ativos financeiros (incluindo muitos pequenos poupadores) foram despojados e a dívida dos bancos em marcos do Reich foi eliminada, sendo transferida para créditos do Lander e, posteriormente, do governo federal. Salários, aluguéis, pensões e outros passivos recorrentes foram transferidos na proporção de 1:1. No dia da reforma monetária, Ludwig Erhard anunciou, apesar das reservas dos Aliados, que o racionamento seria consideravelmente relaxado e os controles de preços abolidos.

#### Resultados
No curto prazo, as reformas monetárias e a abolição dos controles de preços ajudaram a acabar com a hiperinflação. A nova moeda gozava de considerável confiança e era aceita pelo público como meio de pagamento. As reformas monetárias garantiram que o dinheiro ficasse cada vez mais escasso, e o relaxamento dos controles de preços criou incentivos para a produção, as vendas e a obtenção desse dinheiro. A remoção dos controles de preços também significou que as lojas voltaram a ficar cheias de mercadorias, o que foi um grande fator psicológico na adoção da nova moeda.
Como mais tarde também ocorreria nos estados pós-soviéticos, a terapia de choque resultou em redistribuição de baixo para cima, beneficiando aqueles que detinham ativos não monetários. Embora a liberalização de preços de Erhard tenha excluído aluguéis e bens essenciais, ela ainda causou um aumento na inflação e resultou em uma greve geral. Seguiu-se uma mudança de mercado livre para uma economia social de mercado sob o Programa Jedermann e, no final de 1948, "a transição alemã seguiu um padrão de via dupla com um núcleo planejado e uma periferia coordenada pelo mercado".

### Chile, 1975

#### Antecedentes
Em setembro de 1970, Salvador Allende, um candidato da União Popular - UP, foi eleito presidente do Chile. Durante os três anos seguintes, ocorreu uma experiência política e econômica única. A UP era uma coalizão de partidos de extrema-esquerda e de esquerda, dominada pelo Partido Socialista do Chile e pelo Partido Comunista do Chile, que buscava implementar profundas reformas institucionais, políticas e econômicas. O programa da UP exigia um caminho chileno democrático para o [socialismo]. Quando Allende assumiu o cargo em novembro de 1970, o governo da UP enfrentou uma economia estagnada e enfraquecida pela inflação, que atingiu uma taxa de 35% em 1970. Entre 1967 e 1970, o PIB real per capita cresceu apenas 1,2% ao ano, uma taxa bem abaixo da média latino-americana.
A UP tinha vários objetivos econômicos de curto prazo, incluindo iniciar transformações econômicas estruturais, aumentar os salários reais, reduzir a inflação, estimular o crescimento econômico, aumentar o consumo, principalmente dos mais pobres, e reduzir a dependência da economia em relação ao resto do mundo. O programa macroeconômico da UP baseava-se em várias suposições importantes, sendo a mais importante a de que o setor manufatureiro tinha uma ampla capacidade subutilizada. Isso forneceu a base teórica para a crença de que grandes déficits fiscais não eram necessariamente inflacionários. A falta de utilização total foi, por sua vez, atribuída a dois fatores fundamentais: a natureza monopolística da indústria manufatureira e a estrutura de distribuição de renda. Com base nesse diagnóstico, acreditava-se que, se a renda fosse redistribuída para os grupos mais pobres por meio de aumentos salariais e se os preços fossem adequadamente controlados, a demanda e a produção se expandiriam significativamente.
Em 1972, os problemas macroeconômicos continuaram a aumentar. A inflação ultrapassou 200% e o déficit fiscal ultrapassou 13% do PIB. O crédito interno para o setor público cresceu quase 300% e as reservas internacionais caíram para menos de US$ 77 milhões. Os salários reais caíram 25% em 1972. A economia paralela cresceu à medida que mais e mais atividades foram transferidas para fora da economia oficial. Como resultado, mais e mais fontes de receita tributária desapareceram. Começou um círculo vicioso: a inflação reprimida incentiva a economia informal, que reduz as receitas fiscais e leva a déficits mais altos e a uma inflação ainda maior. Dois programas de estabilização foram realizados em 1972, todos sem sucesso.
Durante o primeiro trimestre de 1973, os problemas econômicos do Chile tornaram-se extremamente graves. A inflação atingiu uma taxa anual de mais de 120%, a produção industrial caiu quase 6% e as reservas cambiais mantidas pelo Banco Central mal passavam de US$ 40 milhões. Nessa época, o mercado negro cobria uma gama cada vez maior de transações de câmbio. O déficit fiscal continuou a aumentar como resultado do aumento das despesas e do rápido desaparecimento das fontes de tributação. Naquele ano, o déficit fiscal acabou ultrapassando 23% do PIB.
A profundidade da crise econômica atingiu duramente a classe média, e as relações entre o governo da UP e a oposição política tornaram-se cada vez mais conflituosas. Em 11 de setembro de 1973, o regime da UP chegou a um fim repentino e chocante com um violento golpe militar e a morte do Presidente Salvador Allende.
Quando os militares assumiram o poder em setembro de 1973, o país estava dividido politicamente e a economia era um desastre. A inflação era galopante e as distorções de preços relativos, decorrentes principalmente de controles maciços de preços, eram endêmicas. Além disso, as atividades do mercado negro operavam em grande escala, os salários reais haviam caído drasticamente, as perspectivas econômicas da classe média haviam se deteriorado, o setor externo enfrentava uma grave crise, a produção e o investimento estavam caindo drasticamente e as finanças públicas estavam completamente fora de controle. Depois que o exército assumiu o governo, houve um ano e meio de negligência benigna com a economia, durante o qual o regime consolidou seu poder.

#### Reformas econômicas
O governo deu boas-vindas ao investimento estrangeiro e eliminou as barreira alfandegária protecionistas, forçando as empresas chilenas a competir com as importações em pé de igualdade, sob pena de fecharem as portas. A principal empresa de cobre, a Codelco, permaneceu nas mãos do governo devido à nacionalização do cobre concluída por Salvador Allende, mas as empresas privadas foram autorizadas a explorar e desenvolver novas minas.No entanto, os recursos de cobre foram declarados inalienáveis na Constituição de 1980.
Em curto prazo, as reformas estabilizaram a economia. No longo prazo, o Chile teve um crescimento do PIB maior do que o de seus países vizinhos, mas com um aumento notável da desigualdade de renda.

### Bolívia, 1985

#### Antecedentes
Entre 1979 e 1982, a Bolívia foi governada por uma série de golpes, contragolpes e governos interinos, incluindo a notória ditadura de Luis García Meza Tejada. Esse período de instabilidade política preparou o terreno para a hiperinflação que mais tarde paralisou o país. Em outubro de 1982, os militares convocaram um Congresso eleito em 1980 para liderar a escolha de um novo Chefe do Executivo. O país elegeu Hernán Siles Zuazo, sob cujo mandato teve início o galopante processo hiperinflacionário. Zuazo recebeu pouco apoio dos partidos políticos ou dos membros do congresso, a maioria dos quais estava ansiosa para exercitar seus recém-adquiridos músculos políticos após tantos anos de autoritarismo. Zuazo recusou-se a assumir poderes extraconstitucionais (como os governos militares anteriores haviam feito em crises semelhantes) e, em vez disso, concentrou-se em preservar a democracia, encurtando seu mandato em um ano em resposta à sua impopularidade e à crise que assolava o país. Em 6 de agosto de 1985, o presidente Víctor Paz Estenssoro foi eleito.

#### Prelúdio ao Decreto 21060
Em 29 de agosto, apenas três semanas após a eleição de Víctor Paz Estenssoro como Presidente e a nomeação de Gonzalo Sánchez de Lozada, o arquiteto da terapia de choque, como Ministro do Planejamento, foi aprovado o Decreto 21.060. O decreto abrangia todos os aspectos da economia boliviana, mais tarde chamado de terapia de choque. No período que antecedeu o decreto, Gonzalo Sánchez de Lozada relembrou o que o novo governo pretendia fazer, dizendo: "As pessoas achavam que não era possível deter a hiperinflação em uma democracia; que era preciso ter um governo militar, um governo autoritário para tomar todas essas medidas difíceis que precisavam ser tomadas. A Bolívia foi o primeiro país a deter a hiperinflação em uma democracia sem privar as pessoas de seus direitos civis e sem violar os direitos humanos." Sobre as três semanas entre a posse do Presidente e o Decreto 21.060, ele disse: 
"Passamos uma semana dizendo: "Será que realmente precisamos fazer alguma coisa? Precisamos mesmo de uma mudança radical?" e depois outra semana debatendo tratamento de choque versus gradualismo. Por fim, levamos uma semana para escrever tudo." 
Depois que decidiram agir, de Lozada lembrou-se de 
"uma grande discussão sobre se seria possível parar a hiperinflação ou a inflação, ponto final, tomando medidas graduais". Ele acrescentou: "Muitas pessoas disseram que era preciso ir devagar. É preciso curar o paciente. O tratamento de choque significa que você tem um paciente muito doente [e] precisa operá-lo antes que ele morra. É preciso retirar o câncer ou interromper a infecção." Ele explicou: "É por isso que cunhamos a frase que diz que a inflação é como um tigre e você tem apenas uma chance; se você não o pegar com essa chance, ele o pegará. Você tem uma credibilidade que precisa alcançar. Se você mantiver o gradualismo, as pessoas não acreditarão em você, e a hiperinflação continuará rugindo mais forte. Portanto, a terapia de choque é acabar com isso, acabar com a hiperinflação e, em seguida, começar a reconstruir sua economia para que você alcance o crescimento."
É digno de nota que Lozada via a terapia de choque mais como uma questão de credibilidade política e menos como uma questão econômica, como Sachs, seu principal incentivador econômico, havia feito. Assim como Sachs, Lozada foi fortemente influenciado pelas ações do governo alemão em 1947, mas observou que os alemães, assim como o novo governo boliviano de Victor Paz, eram um novo governo que agiu de forma decisiva nos primeiros 100 dias, resolvendo a situação econômica.

#### Decreto 21.060
O Decreto 21.060 incluiu as seguintes medidas:
- Permitir a flutuação do peso.
- Fim do controle de preços e eliminação dos subsídios ao setor público.
- Demissão de dois terços dos funcionários das empresas estatais de petróleo e estanho e congelamento dos salários dos funcionários restantes e dos trabalhadores do setor público.
- Liberalização das tarifas de importação por meio da imposição de uma tarifa uniforme de 20%.
- Interrupção do pagamento da dívida externa em um acordo negociado com o FMI.

#### Resultados
No curto prazo, o decreto acabou com a hiperinflação. Em poucos meses, a inflação caiu para 10 a 20%.

### Estados pós-soviéticos
Com exceção de Belarus, todos os países do Leste Europeu adotaram a terapia de choque. Quase todos esses estados pós-soviéticos sofreram recessões profundas e prolongadas após a terapia de choque, com a pobreza aumentando mais de dez vezes. A crise resultante da década de 1990 foi duas vezes mais intensa do que a Grande Depressão nos países da Europa Ocidental e nos Estados Unidos na década de 1930. A hipótese de um salto único nos preços como parte da terapia de choque levou, na verdade, a um longo período de inflação extremamente alta, com queda na produção e subsequentes baixas taxas de crescimento.  A terapia de choque desvalorizou a modesta riqueza acumulada pelos indivíduos sob o socialismo e representou uma redistribuição de riqueza regressiva em favor das elites que detinham ativos não monetários. Ao contrário da expectativa dos defensores da terapia de choque, a rápida transição da Rússia para o mercado aumentou a corrupção, em vez de aliviá-la.
O custo para a vida humana foi profundo, já que a Rússia sofreu o pior aumento de mortalidade em tempos de paz experimentado por qualquer país industrializado. Nos anos de 1987 e 1988, cerca de 2% da população russa vivia na pobreza (sobrevivendo com menos de US$ 4 por dia), em 1993-1995, era 50%. De acordo com Kristen Ghodsee e Mitchell A. Orenstein, um conjunto significativo de estudos demonstra que os esquemas rápidos de privatização associados às reformas econômicas neoliberais realmente resultaram em piores resultados de saúde nos antigos países do Bloco Oriental durante a transição para o capitalismo, com a própria Organização Mundial da Saúde afirmando que "os programas de reforma econômica do FMI estão associados a taxas de incidência, prevalência e mortalidade de tuberculose significativamente pioradas nos países pós-comunistas do Leste Europeu e nos antigos países soviéticos." Eles acrescentam que as instituições e os economistas ocidentais eram indiferentes às consequências da terapia de choque que estavam defendendo, pois suas prioridades incluíam o desmantelamento permanente do sistema socialista estatal e a integração desses países à economia capitalista global emergente, e que muitos cidadãos dos antigos países do Bloco Oriental passaram a acreditar que as potências ocidentais estavam deliberadamente infligindo esse sofrimento a eles como punição por desafiarem os ideais ocidentais sobre democracia liberal e economia de mercado.
Há controvérsias sobre se esses resultados adversos se deveram ao colapso geral da economia soviética (que começou antes de 1989) ou às políticas implementadas posteriormente ou a uma combinação de ambos. O próprio Sachs renunciou ao cargo de conselheiro, depois de declarar que achava que seus conselhos não eram ouvidos e que suas recomendações de políticas não eram realmente colocadas em prática. Além de criticar a maneira como as autoridades russas lidaram com as reformas, Sachs também criticou os EUA e o FMI por não terem dado apoio aos reformadores. Sachs também criticou os EUA e o FMI por não fornecerem ajuda financeira em larga escala à Rússia, o que, segundo ele, foi essencial para o sucesso das reformas.
Os defensores da terapia de choque veem a Polônia como a história de sucesso da terapia de choque nos estados pós-comunistas e afirmam que a terapia de choque não foi aplicada adequadamente na Rússia, enquanto os críticos afirmam que as reformas da Polônia foram as mais gradualistas de todos os países e contrastam as reformas da China com as da Rússia e seus efeitos muito diferentes. Algumas pesquisas sugerem que o ritmo muito rápido da privatização da "terapia de choque" foi importante e teve um efeito particularmente severo sobre a taxa de mortalidade na Rússia.

### Polônia, 1989

#### Contexto
Após a derrota do Partido Comunista nas eleições de 4 de junho de 1989, ficou claro que o regime anterior não era mais legítimo. As conversações não oficiais em Magdalenka e depois as conversações da Mesa Redonda Polonesa de 1989 permitiram uma transição pacífica do poder para o governo democraticamente eleito.
A situação econômica era de inflação alta, com um pico de cerca de 600%, e a maioria dos monopólios e propriedades estatais era ineficaz e completamente obsoleta em termos de tecnologia. Embora praticamente não houvesse desemprego na Polônia, os salários eram baixos e a economia de escassez levou à falta até mesmo dos alimentos mais básicos nas lojas. Diferentemente de outros países pós-comunistas, no entanto, a Polônia teve alguma experiência com uma economia capitalista, pois ainda havia propriedade privada na agricultura e os alimentos ainda eram vendidos em mercados de agricultores.
Em setembro de 1989, uma comissão de especialistas foi formada sob a presidência de Leszek Balcerowicz, o principal economista da Polônia, Ministro das Finanças e vice-premiê da Polônia. Entre os membros da comissão estavam Jeffrey Sachs, Stanisław Gomułka, Stefan Kawalec e Wojciech Misiąg.

#### Plano Balcerowicz
Em 6 de outubro, o programa foi apresentado na televisão pública e, em dezembro, o Sejm aprovou um pacote de 11 atos, todos assinados pelo presidente em 31 de dezembro de 1989. Foram elas:
1. "Lei sobre economia financeira em empresas estatais", que permitiu que empresas estatais declarassem falência e acabou com a ficção de que as empresas podiam existir mesmo que sua eficácia e responsabilidade fossem quase nulas.
2. Act on Banking Law, que proibiu o financiamento do déficit orçamentário do estado pelo banco central nacional e proibiu a emissão de novas moedas.
3. Lei de Créditos: que aboliu as leis preferenciais sobre créditos para empresas estatais e vinculou as taxas de juros à inflação.
4. Lei sobre a "Tributação do Aumento Excessivo de Salários", que introduziu o chamado "imposto popiwek", limitando o aumento de salários em empresas estatais para limitar a "hiperinflação".
5. Lei sobre Novas Regras de Tributação: introduziu a tributação comum para todas as empresas e aboliu impostos especiais que poderiam ter sido aplicados anteriormente a empresas privadas por meio de decisão administrativa.
6. Lei sobre a atividade econômica de investidores estrangeiros, permitindo que empresas estrangeiras e pessoas físicas invistam na Polônia e exportem seus lucros para o exterior.
7. Lei sobre moedas estrangeiras, introduzindo a possibilidade de troca interna do zloty polonês e abolindo o monopólio estatal no comércio internacional.
8. Lei sobre a legislação alfandegária, criando uma taxa alfandegária uniforme para todas as empresas.
9. Act on Employment, que regulamenta os deveres das agências de desemprego.
10. Lei sobre circunstâncias especiais sob as quais um trabalhador pode ser demitido: protegendo os trabalhadores de empresas estatais de serem demitidos em grande número e garantindo subsídios de desemprego e indenizações.

A privatização de empresas foi deixada para depois.

#### Resultados na Polônia
Em curto prazo, as reformas sufocaram a hiperinflação em formação antes que ela atingisse níveis altos, acabaram com a escassez de alimentos, restauraram os produtos nas prateleiras das lojas e reduziram pela metade a ausência de funcionários no local de trabalho. No entanto, as reformas também fizeram com que muitas empresas estatais fechassem de uma só vez, deixando seus trabalhadores desempregados, e as estatísticas do governo mostram essa mudança, já que o desemprego subiu de 0,3% em janeiro de 1990 (logo após as reformas) para 6,5% no final daquele ano, e uma retração do PIB nos dois anos seguintes consecutivos de 9,78% no primeiro e 7,02% (consulte o artigo principal).
A longo prazo, as reformas abriram caminho para a recuperação econômica, com o PIB crescendo de forma constante para cerca de 6-7% entre 1995-7, caindo para um mínimo de 1,2% em 2001, antes de voltar a subir para a região de 6-7% em 2007, muitas vezes liderado por pequenas empresas de serviços, há muito reprimidas pelo governo comunista. No entanto, apesar de o PIB indicar prosperidade para a Polônia, a taxa de desemprego continuou a subir de forma constante, atingindo um pico de 16.9% em julho de 1994, antes de cair constantemente para um mínimo de 9,5% em agosto de 1998, antes de subir mais uma vez para um máximo de 20,7% em fevereiro de 2003, a partir do qual caiu até o ano de 2008. Durante os primeiros anos, acredita-se que a taxa de desemprego tenha sido menor devido ao fato de muitos dos que declararam desemprego trabalharem na economia cinza (informal), embora isso possa representar não mais do que 5% da taxa de desemprego.
A propriedade de bens de consumo (carros, TVs, videocassetes, máquinas de lavar, geladeiras, computadores pessoais etc.) cresceu muito, assim como o consumo de frutas e legumes, carne e peixe. No entanto, o enorme ajuste econômico pelo qual a Polônia passou gerou uma enorme ansiedade.
Em 2008, o PNB era 77% mais alto do que em 1989. Além disso, a desigualdade na Polônia realmente diminuiu logo após a implementação das reformas econômicas, embora tenha voltado a subir nos anos posteriores. Atualmente, embora a Polônia enfrente uma série de problemas econômicos, ela ainda tem um PIB mais alto do que na época do comunismo e uma economia em desenvolvimento gradual. A Polônia estava convergindo para a UE em relação ao nível de renda entre 1993 e 2004. De acordo com o Financial Times, A terapia de choque da Polônia abriu caminho para os empreendedores e ajudou a construir uma economia menos vulnerável a choques externos do que os vizinhos poloneses. Em 2009, enquanto o resto da Europa estava em recessão, a Polônia continuou a crescer, sem um único trimestre de crescimento negativo.

### Pessoas
- Ludwig Erhard, o arquiteto da recuperação pós-guerra da Alemanha Ocidental
- Gonzalo Sánchez de Lozada, o arquiteto da terapia de choque na Bolívia
- Jeffrey Sachs, chefe do proponente econômico da terapia de choque
- Leszek Balcerowicz, arquiteto do Plano Balcerowicz de terapia de choque na Polônia
- Yegor Gaidar, arquiteto de terapia de choque na Rússia

### Planos econômicos
- Reformas de Economia e Mercado Livre no Chile sob Pinochet, também conhecido como o Milagre chileno
- Rússia sob Yeltsin e a História da Rússia pós-soviética
- Reaganomics
- Rogernomics

### Outros
- Economia política
- Moeda fiduciária